# Миилия
Миилия (ивр. מעיליא‎, араб. معليا‎) — местный совет в Северном округе Израиля.

## История
По данным археологических раскопок первые поселения человека на данном месте существовали как минимум с позднего бронзового или железного веков. Миилия впервые упоминается в письменных источниках в 1160 году. В 1220 году дочь графа Жослена III продала Миилию Тевтонскому ордену за 7000 марок серебром. В 1220—1243 годах рыцари ордена выкупили часть собственности вокруг замка у частных владельцев. В документе 1257 года упоминаются дом и другая собственность в Миилии, которые принадлежали епископу Акко. В 1268/71 годах была завоёвана Бейбарсом I.
В источниках 1881 года Миилия описывается как крупная деревня, окружённая оливковыми рощами и обрабатываемыми землями, в которой проживали 450 христиан. По данным переписи 1922 года, проводимой властями британского мандата в Палестине, население поселения составляло 442 человека, из них 428 христиан и 13 мусульман. По данным переписи 1931 года население насчитывало уже 579 человек: 553 христианина, 25 мусульман и 1 друз. К 1945 году население увеличилось до 790 христиан и 110 мусульман. Деревня была взята израильскими силами обороны в ходе операции «Хирам» в конце октября 1948 года.
Миилия получила статус местного совета в 1957 году.

## География
Расположен непосредственно к северо-западу от города Маалот-Таршиха, на высоте 512 м над уровнем моря. Площадь совета составляет 1,365 км².

## Население
По данным Центрального статистического бюро Израиля, население на начало 2020 года составляло 3 244 человека.
По данным на 2005 год 99,9 % населения составляли арабы-христиане (мелькиты) и 0,1 % — арабы-мусульмане.
Динамика численности населения по годам:
| 1949 | 1961 | 1972 | 1983 | 1995 | 2002 | 2007 | 2010 | 2012 |
| ---- | ---- | ---- | ---- | ---- | ---- | ---- | ---- | ---- |
| 801  | 1120 | 1565 | 1856 | 2178 | 2550 | 2720 | 2895 | 3090 |

## Транспорт
Через Миилию проходит Шоссе 89.